# Keith Gordon
Keith Gordon est un acteur, réalisateur, producteur et scénariste américain, né le 3 février 1961 à New York, New York (États-Unis).
Il est surtout connu pour son rôle troublant d'Arnie Cunningham dans l'adaptation cinématographique de Christine, réalisée par John Carpenter. Plus récemment, il réalise quelques films et plusieurs épisodes de différentes séries, comme Dexter ou Fargo.

## Filmographie

### Comme acteur
- 1978 : Les Dents de la mer, 2e partie (Jaws 2) de Jeannot Szwarc : Doug Fetterman
- 1979 : Meeting Halfway (TV)
- 1979 : Studs Lonigan (feuilleton TV) : Young Paulie
- 1979 : Que le spectacle commence (All That Jazz) : Young Joe Gideon
- 1980 : Home Movies : Denis Byrd
- 1980 : Pulsions (Dressed to Kill) : Peter Miller
- 1981 : Kent State (TV) : Jeff Miller
- 1982 : My Palikari (TV)
- 1983 : Christine : Arnie Cunningham
- 1984 : Single Bars, Single Women (TV) : Lionel
- 1985 : Static (en) : Ernie Blick
- 1985 : The Legend of Billie Jean : Lloyd
- 1986 : Charlie Barnett's Terms of Enrollment (vidéo) : Mugger
- 1986 : À fond la fac (Back to School) : Jason Melon
- 1986 : Combat Academy (en) (TV) : Maxwell 'Max' Mendelsson
- 1994 : Hoggs' Heaven (TV) : William Hogg
- 1994 : Les Complices (I Love Trouble) de Charles Shyer : Andy
- 2001 : Delivering Milo : Dr Baumgartner

### Comme réalisateur
- 1988 : The Chocolate War (en)
- 1992 : Section 44 (A Midnight Clear)
- 1996 : Manipulation (Nuit noire) (Mother Night)
- 2000 : Le Fantôme de Sarah Williams (Waking the Dead)
- 2000 : Gideon's Crossing (série télévisée)
- 2002 : Shadow Realm (TV)
- 2003 : The Singing Detective
- 2006-2010 : Dexter (série télévisée)
- 2017 : Fargo (série télévisée)

### Comme producteur
- 1985 : Static (en)
- 1996 : Nuit noire (Mother Night)
- 2000 : Le Fantôme de Sarah Williams (Waking the Dead)

### Comme scénariste
- 1985 : Static (en)
- 1988 : The Chocolate War (en)
- 1992 : Section 44 (A Midnight Clear)